# Archaeoglobigerina
Archaeoglobigerina es un género de foraminífero planctónico de la familia Rugoglobigerinidae, de la superfamilia Globotruncanoidea, del suborden Globigerinina y del orden Globigerinida. Su especie tipo es Archaeoglobigerina blowi. Su rango cronoestratigráfico abarca desde el Coniaciense hasta el Maastrichtiense (Cretácico superior).

## Descripción
Archaeoglobigerina incluía especies con conchas trocoespiraladas, globulares, de trocospira baja a plana; sus cámaras eran globulares, creciendo en tamaño de manera rápida; sus suturas intercamerales eran rectas e incididas; su contorno era lobulado; su periferia era redondeada, con banda imperforada bordeada por dos carenas muy poco desarrolladas; su ombligo era muy amplio, ocupando un cuarto del diámetro de la concha; su abertura principal era interiomarginal, umbilical, con el área umbilical protegida por una delicada tegilla; la tegilla presentaba aberturas accesorias proximales o distales; presentaba pared calcítica hialina, perforada con poros cilíndricos, y superficie pustulosa, rugosa o costulada; las pústulas pueden fusionarse en rugosidades o costillas irregulares.

## Discusión
Clasificaciones posteriores han incluido Archaeoglobigerina en la Superfamilia Globigerinoidea. Otras clasificaciones lo han incluido en la subfamilia Brittonellinae, de la familia Hedbergellidae, de la superfamilia Rotaliporoidea.

## Paleoecología
Archaeoglobigerina incluía especies con un modo de vida planctónico, de distribución latitudinal cosmopolita, y habitantes pelágicos de aguas superficiales (medio epipelágico).

## Clasificación
Archaeoglobigerina incluye a las siguientes especies:
- Archaeoglobigerina australis †
- Archaeoglobigerina blowi †
- Archaeoglobigerina bosquensis †
- Archaeoglobigerina cretacea †
- Archaeoglobigerina mateola †

Otra especie considerada en Archaeoglobigerina es:
- Archaeoglobigerina bashai †, de posición genérica incierta